# Representante plenipotenciario del Presidente de la Federación de Rusia en un distrito federal
El representante plenipotenciario del Presidente de la Federación de Rusia en un distrito federal (en ruso: полномочный представитель президента Российской Федерации в федеральном округе, abreviado: полпред) es el nombre del cargo del funcionario público que representa al Presidente de Rusia en un distrito federal de la Federación de Rusia. Es designado por el presidente de Rusia, y asegura la realización de los poderes constitucionales del jefe de Estado en el territorio de un distrito federal.
Las principales funciones de un representante plenipotenciario en su distrito federal correspondiente son: la organización del trabajo de implementación por las instituciones del poder estatal de las principales corrientes de la política interior y exterior del Estado, que se definen por el presidente de la Federación de Rusia; la organización del control de la implementación en el distrito federal de las decisiones de los órganos federales del poder estatal; el aseguramiento de la realización en el distrito federal de la política de cuadros del Presidente de la Federación de Rusia; la presentación al Presidente de la Federación de Rusia de informes regulares sobre la garantía de la seguridad nacional en el distrito federal, así como sobre la situación política, social y económica, y la presentación de iniciativas correspondientes al Presidente de la Federación de Rusia.

## Historia
La institución de los representantes plenipotenciarios fue creada por decreto del Presidente de Rusia el 13 de mayo de 2000, que transformaba la anterior institución de los representantes plenipotenciarios en las regiones de la Federación de Rusia.